# Francisco Mwepu
Francisco Mwepu (Chambishi, 29 de febrero de 2000)  es un futbolista de Zambia que juega como delantero en el Cádiz C. F. de la Segunda División de España. Es hermano del exfutbolista Enock Mwepu.

## Carrera
Empezó jugando en el Kafue Celtic FC desde donde pasó a estar de pruebas en las filas del Red Bull Salzburgo en 2018. Finalmente volvió al club zambiano.
En el verano de 2020, vuelve al futbol austriaco al fichar por el Sturm Graz por dos temporadas más una opcional.
A comienzos de la temporada 2022-23, fichó por el filial del Cádiz C. F., Cádiz C. F. Mirandilla, de la Segunda RFEF española por una temporada con opción a otra. En su primera temporada marcó siete dianas en los veintiocho partidos que disputó. El día que marcaba su primer gol con el club gaditano, su hermano anunciaba su retirada del futbol por problemas cardíacos.
Debutó con el primer equipo en la penúltima jornada de la temporada contra el Villarreal C. F. al saltar desde el banquillo en el minuto setenta. La pretemporada 2023-24 renueva con el club gaditano y la realiza con el primer equipo.
En la temporada 2023-24 fue cedido al Atlético Sanluqueño.

### Selección nacional
Ha sido internacional sub-20 y absoluto.

### Clubes
Actualizado al último partido disputado el 26 de octubre de 2024.
| Club                   | País    | Periodo       | Partidos (goles) |
| ---------------------- | ------- | ------------- | ---------------- |
| Kafue Celtic FC        | Zambia  | ¿?-2020       | ¿?               |
| Sturm Graz II          | Austria | 2020-2022     | 8 (1)            |
| Sturm Graz             | Austria | 2020-2022     | 8 (0)            |
| Cádiz C. F. Mirandilla | España  | 2022-2023     | 28 (7)           |
| Cádiz C. F.            | España  | 2023-presente | 8 (1)            |
| Atlético Sanluqueño    | España  | 2023-2024     | 34 (9)           |

## Palmarés
- Regionalliga Mitte: 2021/22 (Sturm Graz II)